# La Tare
La Tare è un cortometraggio muto del 1911 diretto da Louis Feuillade
Fa parte di La Vie telle qu'elle est (o Scènes de La Vie telle qu'elle est), una serie di film realizzati da Feuillade tra il 1911 e il 1913, film il cui scopo era quello di illustrare una morale e di emozionare il pubblico.

## Trama
Anna lavora in una sala da ballo, un luogo piuttosto equivoco. Da lì, viene portata via da un medico che le offre un lavoro. La donna si rivelerà così indispensabile, che andrà fare la capo-infermiera. Ma il suo passato torna a tormentarla. Ricattata, lei rifiuta di cedere e la sua reputazione viene distrutta.

## Produzione
Il film fu prodotto dalla Société des Etablissements L. Gaumont.

## Distribuzione
Distribuito dalla Société des Etablissements L. Gaumont, uscì nelle sale cinematografiche francesi il 1º ottobre 1911.